# 通行密钥
通行密钥（英語：Passkey），台灣又稱通行金鑰、密碼金鑰，是屬於WebAuthn的一种數位认证凭证，用于网站或应用程序的身份验证

## 历史
2022年6月，苹果公司宣布将在iOS和macOS中加入对通行密钥标准的支持，“通行密钥”这个术语首次被广泛提及。 
2022年10月，谷歌宣布Android和Google Chrome将支持通行密钥。
2022年8月，浏览器扩展Dashlane支持存储通行密钥，它是第一个支持通行密钥的浏览器扩展。
2023年2月，密码管理器NordPass支持通行密钥。
2023年5月，Google宣布将把通行密钥整合到登录服务中。
2023年9月20日，1Password結束了通行密鑰功能的Beta測試階段，向所有使用者正式推出。
2023年9月26日，微软正式在Windows 11中推出了对通行密钥的支持功能。

## 原理
通行密钥受到万维网联盟和FIDO联盟的支持，是一种无需密码的验证方法。用户仅需依靠设备的 PIN 码或生物识别信息，即可完成登录步骤，登录网站和应用程序。
通行密钥通常由操作系统或浏览器保存，并可通过云计算在同一生态系统中的不同设备间同步，也可以只存在于单一的、如物理安全钥匙等物理设备中。
许多人认为通行密钥只能在苹果公司的设备上使用，这是一个普遍的误解，如今包括Android、Windows 11、Google Chrome在内的许多可在其他设备上运行的软件和操作系统，都已加入对通行密钥的支持，因此不应将“通行密钥”一词看作专有名词。

## 好處
通行密钥比传统的身份验证方法更为方便，且更能抵抗钓鱼式攻击。它们受保存它们的设备的保护，也常常利用生物识别技术作为额外的安全保障，不需要用户记住密码。相较于FIDO或WebAuthn等相关术语，在市场推广中通常更倾向于使用“通行密钥”一词，因为它不容易引起混淆。

## 外部連結
- Passkeys.directory （页面存档备份，存于）：一个由1Password推出的网站，列出了目前支持通行密钥登录（或2FA验证）的平台。